# Mart Siimann
Mart Siimann (Kilingi-Nõmme, 21 de septiembre de 1946) fue el primer ministro de Estonia desde 1997 hasta 1999. 
Estudió en la Universidad de Tartu desde 1965 hasta 1971. En 1971, se graduó como filólogo y psicólogo. De 1989 a 1992, fue director de la Televisión de Estonia y de 1992 a 1995, Director Gerente de Advertising Television Co. Fue miembro del Parlamento de Estonia entre 1995 y 1997 y nuevamente de 1999 a 2003. Desde 2001 es el presidente del Comité Olímpico de Estonia.